# Tetragonopterus fuscoauratus
Tetragonopterus fuscoauratus es una especie de peces de la familia Characidae en el orden de los Characiformes.

## Hábitat
Es un pez de agua dulce.